# Еуномија
Еуномија или Евномија (грч. Εὐνομία) је у грчкој митологији била божанство.

## Митологија
Била је богиња реда и закона. Била је повезана са унутрашњим пословима државе, укључујући доношење добрих закона и одржавање јавног реда. Била је такође и богиња пролећа, односно зелених пашњака, на шта указује грчка реч nomia у њеном имену. Била је једна од хора, богиња годишњег доба и чувар небеских капија. Њене сестре су биле богиња Дика (правда) и Ејрена (мир, пролеће). Као њене родитеље, неки аутори попут Хесиода у теогонији, помињали су Зевса и Темиду, Пиндар само Темиду, а Алкман Прометеја. Њена супротност је била Дисномија.

## Уметност
Често је представљана на вазама као једна од Афродитиних пратиља, па је тако симболисала послушност жена у браку. У том смислу је поистовећена са Еуриномом, мајком харита.

## Биологија
Латинско име ове личности (Eunomia) је назив рода лептира.